# Almoloya, Acatlán
Almoloya är en ort i Mexiko.   Den ligger i kommunen Acatlán och delstaten Hidalgo, i den sydöstra delen av landet, 110 km nordost om huvudstaden Mexico City. Almoloya ligger 2 186 meter över havet och antalet invånare är 1 287.
Terrängen runt Almoloya är platt åt nordost, men åt sydväst är den kuperad. Runt Almoloya är det tätbefolkat, med 286 invånare per kvadratkilometer. Närmaste större samhälle är Tulancingo, 11,7 km sydost om Almoloya. Omgivningarna runt Almoloya är en mosaik av jordbruksmark och naturlig växtlighet.